# Phare de Fontes Pereira de Melo
Le phare de Fontes Pereira de Melo ou phare de Ponta de Tumbo est un phare situé à la pointe nord-est de l'île de Santo Antão, du groupe des îles de Barlavento, au Cap-Vert.
Ce phare est géré par la Direction de la Marine et des Ports (Direcção Geral de Marinha e Portos ou DGMP) .

## Histoire
Le phare a été érigé dans le village de Janela, à 10 km au sud-est de la localité de Vila das Pombas et à 15 km au nord-est de Porto Novo. Il se trouve dans la partie la plus orientale de la chaîne de montagnes et appartient au Parc Naturel de Cova-Ribeira da Torre-Paul Natural Park (en). Il offre une vue panoramique sur l'île de São Vicente au sud. Ponta de Tumbo fait 487 m de haut et environ un kilomètre de large.
Le phare a été nommé du nom de Fontes Pereira de Melo (1819-1887), premier ministre à plusieurs reprises entre 1871 et 1886.

## Description
Le phare est une tour octogonale blanche avec galerie et lanterne, de 16 m. Il est érigé sur une zone à 146 m au-dessus du niveau de la mer et sa hauteur focale est de 162 m. A proximité se trouve un bâtiment technique désormais abandonné et en mauvais état.
Le phare de Morro Negro, sur Boa Vista, jusque dans les années 1930, était autrefois le plus haut du Cap-Vert colonial.
Jusqu'en 1930, il a guidé les navires dans Porto Grande Bay jusqu'au port de São Vicente. Puis, jusqu'en 1962, il a guidé des navires de Ponta do Sol et de São Vicente et d'autres ports du Cap-Vert pour la navigation côtière. Après l'ouverture du port de Porto Novo, le phare est devenu peu utilisé et a été désactivé en 2006.
Il émettait, à une hauteur focale de 162 m, quatre éclats blancs toutes les 20 secondes. Sa portée était de 17 milles nautiques (environ 31 km).
Identifiant : ARLHS : CAP-004 ; PT-2008 - Amirauté : D2950 - NGA : 24080 .
|                 |
| Île Santo Antão |

### Lien connexe
- Liste des phares au Cap-Vert